# Howard DGA-6
Howard DGA-6 var ett amerikanskt tävlingsflygplan som konstruerades för att deltaga i den transkontinentala flygtävlingen Bendixtrofén. Flygplanet döptes till ”Mister Mulligan”.

## Konstruktion
Flygplanskonstruktörerna Ben Howard och Gordon Israel arbetade med att konstruera ett flygplan som skulle vara konkurrenskraftigt vid de olika flygtävlingarna som var populära i mitten på 1930-talet. Som första mål satte man Bendixtrofén men flygplanet skulle även medverka i andra tävlingar bland annat segrade man i Thompsontrofén 1935.
Redan när konstruktionsarbetet av DGA-6 inleddes 1934 var Howard välkänd som en duktig konstruktör, flera av hans tidigare flygplan gavs etiketten DGA som utläst blev Damn Good Aircraft. Flygplanet som bara tillverkades i ett exemplar bestod av en kropp uppbyggd av metall med fanerklädda vingar. Vingen sträckte sig över förarkabinen och var försedd med stöttor fästa i flygkroppens nedre kant. För att minska luftmotståndet var landställshjulen inkapslade i strömlinjeformade kåpor. Även sporrhjulet var delvis insänkt i flygkroppen. Som motoralternativ valde man en Pratt & Whitney R-1340 Wasp stjärnmotor på 850 hk. 

## Tävlingar
Under flygningen till 1934 års flygtävling drabbades man av problem med bränsle- och syrgassystemet och man tvingades utföra en utelandning. Vid landningen skadades propellern och landstället. På den tid som återstod före starten fanns ingen möjlighet att reparera skadorna och man ställde in vidare tävlan det året.
Vid 1935 års tävling om Bendixtrofén som gällde en flygning mellan New York och Los Angeles flög konstruktörerna själva i tävlingen. Inför tävlingen topplastade man flygplanet med 1 140 l bränsle och 115 l motorolja samt syrgasutrustning för två personer. Blänslemängden gjorde det möjligt för dem att flyga ca 7 timmar på 6 700 m utan mellanlandning. På grund av flygplanets övervikt behövde man använda 450 m av startbanan. Man vann tävlingen med en hastighet av 384,06 kmh. Tvåan i tävlingen Roscoe Turner använde ett flygplan som flög fortare men på grund av två mellanlandningar för bränslepåfyllning blev hans snittfart lägre och han blev slagen med mindre än en minut. Senare använde Harold Neumann flygplanet i pylontävlingen Thompsontrofén där han vann tävlingen med hastigheten 354,28 kmh och man blev därmed det enda flygplan som segrat i dessa båda tävlingar samma år.

## Haveri
I 1936 års tävling om Bendixtrofén havererade Howard och hans fru när man under flygningen tappade ett propellerblad och tvingades nödlanda utanför Crownpoint New Mexico. De tre personer som fanns ombord blev allvarligt skadade och flygplanet var totaldemolerat. Eftersom även Roscoe Turner havererade öppnade det möjligheten för Louise Thadden att bli den första kvinnan att vinna Bendixtrofén. 
Trots haveriet med Howard DGA-6 kom flygplanet att stå modell för de kommersiella flygplanen DGA-8, DGA-9, DGA-11 och DGA-12 som kom att tillverkas i bolaget Howard Aircraft Corporation (HAC) som Howard registrerade 1 januari 1937. 
Efter haveriet spårade tävlingspiloten Bob Reichardt upp platsen för haveriet och tack vare den torra luften var mycket av flygplanets delar användbara. Han bärgade stora delar av vraket och inledde en återuppbyggnad av flygplanet. Där han behövde ersätta partier använde han de trasiga delarna som mall.